# Girls' Generation
Girl's Generation (소녀시대; Sonyeo Shidae) és un grup sud-coreà de música pop compost per un grup femení de vuit integrants format per S.M. Entertainment el 2007. També són conegudes sota el nom de SoShi (소시) o per les sigles SNSD pels seus seguidors, ambdós són formes abreviades del nom del grup coreà. El grup és actualment la banda femenina referent a Corea del Sud.
Les Girls' Generation han llençat tres àlbums coreans complets, quatre mini-àlbums coreans, dos àlbums japonesos complets i diversos senzills. El seu senzill «Gee» del 2009 ostenta el rècord per mantenir la primera posició durant més temps a KBS Music Bank, tenint el número 1 a les llistes durant nou setmanes consecutives. Va ser nomenat la cançó de la dècada pel web musical coreà, Melon. El grup també ha guanyat diversos premis el 2009, 2010 i 2011, incloent el premi al Millor Artista de l'Any (Daesang) al Seoul Music Awards, Golden Disk Awards, Melon Music Awards i els Korean Cultural Entertainment Awards.
El grup va començar la seva incursió al panorama musical japonès el 2010 sota Nayutawave Records, una part de Universal Music, amb els remakes japonesos dels seus èxits coreans del 2009 «Tell Me Your Wish (Genie)» i «Gee».

## Carrera

### 2007–2008: Debut iGirls' Generation
El juliol de 2007, les Girls' Generation van fer la seva primera actuació no oficial sobre un escenari al Mnet School of Rock on el grup va cantar el seu primer senzill «Into the New World» (다시 만난 세계, Dasi Mannan Segye). Un documental es va gravar durant aquell temps seguint la història sobre el debut del grup i es va titular Mnet Girls' Generation Goes to School; es mostra com els membres es muden a un apartament i es preparen per les seves actuacions. El primer senzill del grup es va llançar immediatament després, on inclou una versió instrumental de la cançó de debut del grup i dos altres temes: «Beginning» i «Perfect for You». El títol d'aquest últim mencionat en coreà és «Wish» (소원, SoWon), que més tard va esdevenir el nom del grup de fans oficial de les Girls' Generation, S♡NE. El debut del grup va començar oficialment el 5 d'agost de 2007, primer actuant a SBS Inkigayo i més tard a MBC Music Core i KBS Music Bank. «Into the New World» va aconseguir el número 1 a M! Countdown.
El grup va llançar el seu primer àlbum a la tardor de 2007 amb el primer senzill «Girls' Generation» (소녀시대, Sonyeo Sidae), una versió de la cançó de Lee Seung-cheol del 1989. La promoció del seu senzill va començar el novembre. L'àlbum també inclou el primer senzill del grup «Into the New World», «Perfect For You» (que es va titular «Honey"), i vuit temes més. A principis de 2008, les Girls' Generation van començar a promocionar el seu segon senzill de l'àlbum «Kissing You», que va guanyar el primer K-chart del grup quan van obtenir la primera posició a les llistes de febrer del KBS Music Bank.
El març de 2008, es va fer un repackage del seu primer àlbum i es va tornar a llançar sota el nou títol de Baby Baby. Un tercer senzill, «Baby Baby», es va llançar per promoure l'àlbum. Durant la gira promocional del grup, els membres Jessica, Tiffany i Seohyun també van participar en un mini-àlbum llançat per Roommate, un cantant de Purple Communication. El mini-àlbum es va titular Roommate: Emotional Band Aid, i es va llançar l'1 de desembre de 2008. El tema cantat per les tres integrants, titulat «Oppa Nappa» (오빠 나빠; literally, Bad Brother), es va llançar digitalment abans del llançament de l'àlbum a l'abril de 2008. El tema es va realitzar en viu a SBS Inkigayo, KBS Music Bank i més tard a M! Countdown.
Més endavant durant el mateix any, els tres mateixos membres van llançar juntes «Mabinogi» (It's Fantastic!) como el tema principal del joc Mabinogi de Nexon, amb Tiffany participant en el vídeoclip.
El programa de reality de Mnet Factory Girl va plasmar els membres treballant com internes a una revista de moda Elle Girl. Els articles on el grup van treballar-hi van ser publicades a la revista Elle Girl coreana. El programa va començar a emetre's a principis d'octubre. A finals de 2008, el grup també va participar en el concert de SM Town Live '08 conjuntament amb altres artistes de SM Town.

### 2009:Gee,Geniei l'ascens de popularitat
El 26 de desembre de 2008, els pòsters dels membres de les Girls' Generation utilitzant patins en línia es van penjar en diversos llocs de Seül. Les línies telefòniques de SM Entertainment es van bloquejar per gent preguntant si es podien comprar els pòsters i la companyia va demanar als fans que deixessin d'agafar els pòsters pel seu ús personal. El 29 de desembre, la direcció del grup va exposar que els pòsters eren, sense cap mena de dubte, avançaments del seu nou projecte i que el grup aviat llançaria el seu primer EP, Gee, el gener de 2009.

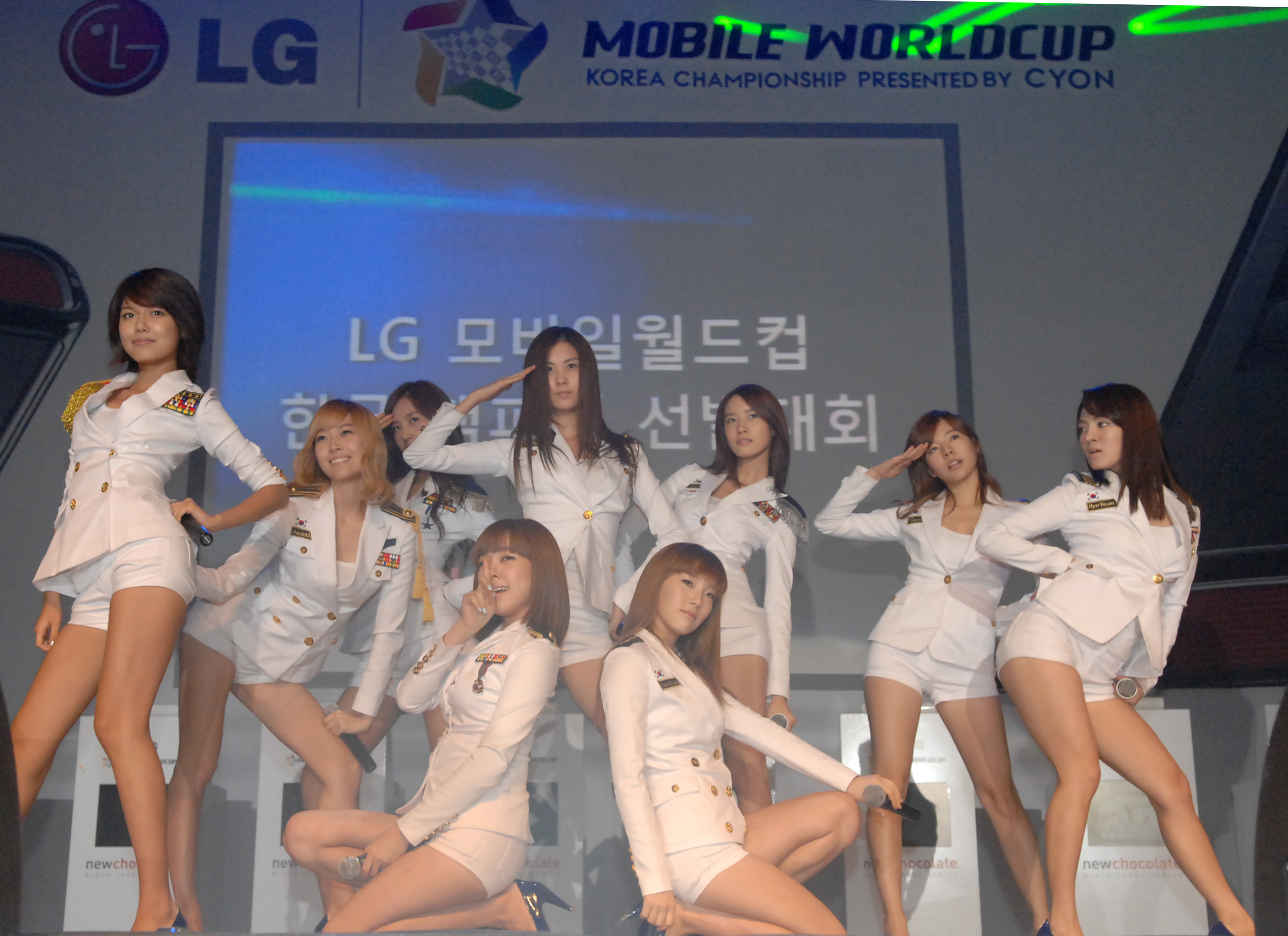
Posada final de «Tell Me Your Wish (Genie)» a la LG Mobile Worldcup el 2009.

Un avançament del vídeo es va llançar el gener de 2009 i el primer senzill «Gee» es va llançar just després. «Gee» va encapçalar les llistes de Cyworld el dia del seu llançament. La cançó també va ser el número 1 a la majoria de les llistes musicals digitals en dos dies. El vídeoclip va fer un rècord en el seu llançament, recollint 1 milió de visualitzacions a GomTV en un sol dia.
El grup va començar a promoure el seu àlbum el gener de 2009 al MBC Music Core on van cantar el seu nou senzill «Gee» i el tema «Himnae (Way To Go)», una altra cançó del seu mini-àlbum. «Gee» va esdevenir un èxit de masses, obtenint el rècord guanyant sent el número 1 durant 9 vegades consecutives al Music Bank, com també rebent la triple corona a SBS Inkigayo. El tema també es va mostrar fort a altres llistes, encapçalant les llistes de Mujikon, Melon i Mnet per 8 setmanes consecutives, les llistes de Dosirak per 7 setmanes, les llistes de Muse per 6 setmanes i les llistes de Baksu per 4 setmanes.
Després d'un breu descans, SM Entertainment va anunciar que el grup tornaria amb un nou mini-àlbum presentant el concepte de «noia marinera». El nou senzill seria titulat «Tell Me Your Wish (Genie)» (소원을 말해봐 (Genie); literalment, «Digue'm el teu desig (Geni)"); amb el mini-àlbum sencer llançat digitalment el 22 de juny de 2009. El grup va començar les activitats promocionals el 26 de juny de 2009, apareixent a KBS Music Bank. L'actuació va estar seguida per les actuacions a MBC Music Core i SBS Inkigayo el 27 i el 28 de juny respectivament. El llançament físic de Genie es va endarrir per SM Entertainment a causa de tornar a fer el disseny artístic de l'àlbum. Es va llançar 4 dies més tard, el 29 de juny de 2009.
El tema va resultar ser un èxit, ja que va conquerir diverses pàgines web musicals, incloent Melon, Dosirak, Mnet i Bugs, i va ser el número 1 a les llistes musicals setmanals i les llistes setmanales de descàrregues mòbils de SKT la primera setmana de juliol. El mini-àlbum va vendre més de 50.000 còpies en xifres estimades durant la seva primera setmana just després del seu llançament (quasi dupliquen els nombres de les vendes de la primera setmana de Gee), un tret inusual de qualsevol grup femení coreà.

### 2010:Oh!/Run Devil Run, debut japonès iHoot
Més tard, al gener, SM Entertainment va confirmar el llançament de Oh!, el segon àlbum complet que es llançaria el 28 de gener. El senzill principal «Oh!» va ser llançat digitalment el 25 de gener juntament amb el vídeoclip que es va llançar dos dies després. El 30 de gener, el grup va començar les seves promocions amb una actuació gravada a MBC Music Core. L'emissió de l'actuació va patir una tall elèctric prop del final, el qual MBC va penjar l'actuació completa al seu web per disculpar-se.
Amb 'Oh!', el grup va guanyar 5 vegades consecutives a les llistes coreanes a KBS Music Bank, com també aconseguint la triple corona a SBS Inkigayo. 'Oh!' també va guanyar el K-chart per la primera meitat de l'any a Music Bank, sent el segon lloc a les llistes de vendes durant la primera meitat a Hanteo. El vídeoclip va estar posicionat com el número 1 dels més vistos a YouTube a Corea del Sud al final de l'any 2010. També va ser el número 1 a Hong Kong i va estar al Top 10 dels més vistos a Taiwan i el Japó.
Començant des de l'11 de març de 2010, unes fotografies dels membres es van publicar en línia mostrant un concepte fosc, conegut com a «Black SoShi». Un avançament del vídeoclip es va llançar el 16 de març, amb el nou senzill Run Devil Run que es llançaria com un senzill digital el 17 de març.

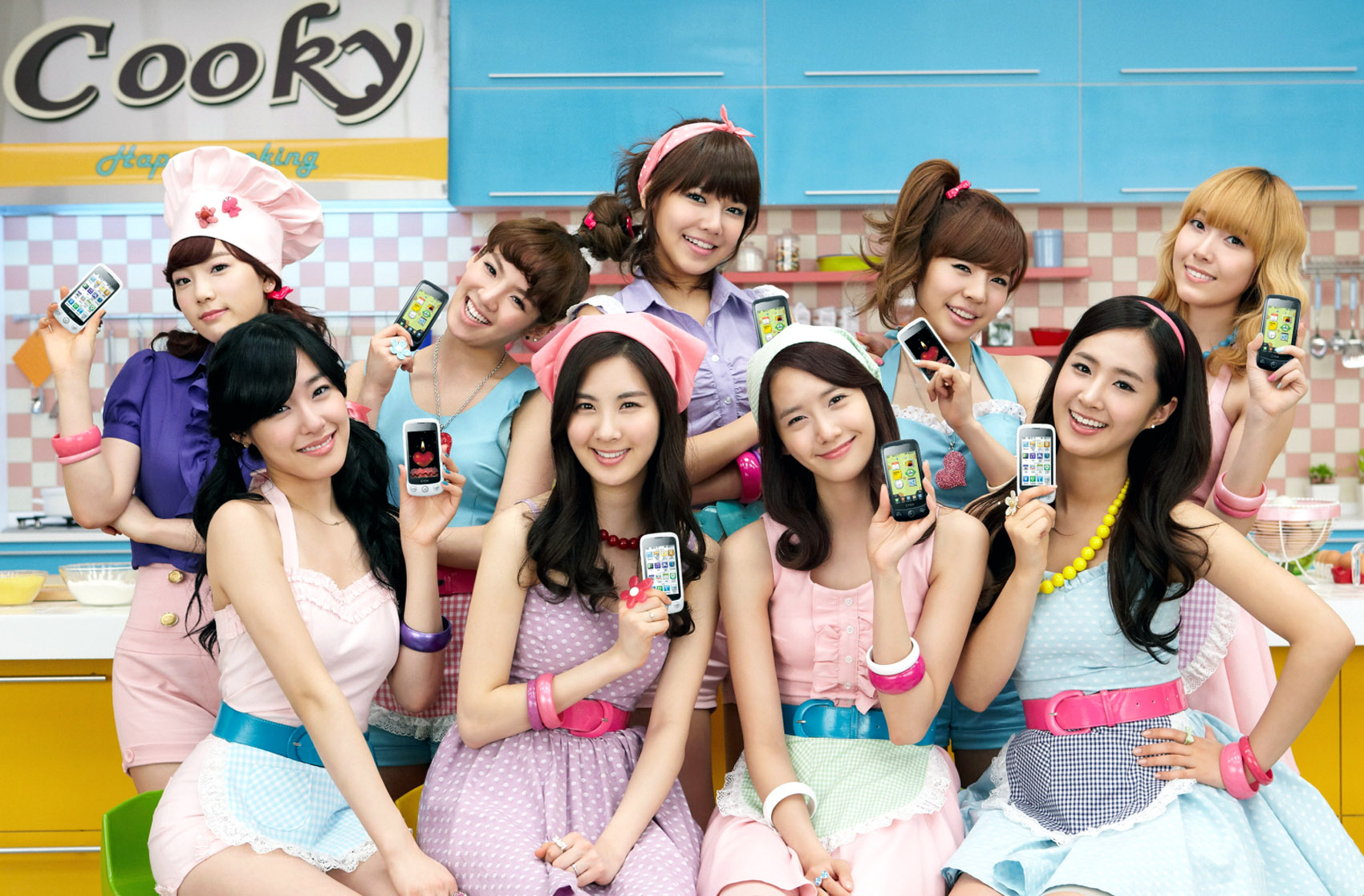
Les Girls' Generation per una campanya publicitària al 2010.

A meitats de juny, es va anunciar que el grup va signar uns contractes al maig i començarien a treballar sota Nayutawave Records, una filial d'Universal Music Japan, per les seves promocions japoneses, amb el seu primer senzill japonés que s'esperava pel setembre de 2010.
Les Girls' Generation van començar a promocionar-se al Japó a l'agost. «少女時代到来～初来日記念盤～» (L'arribada de les Girls' Generation ～ Disc commemoratiu del seu primer cop al Japó ～), un DVD protagonitzat per set vídeoclips del grup com també una gravació extra especial es va llançar l'11 d'agost, amb una edició especial del DVD que conté una vara rosa fluorescent i una entrada pel debut de les Girls' Generation al Tokyo Ariake Colliseum pel 25 d'agost. A la primera setmana de després del llançament, el DVD va vendre 23.000 còpies, fent-se amb el número 4 al llistat setmanal de DVD d'Oricon i posicionant-se al tercer lloc al llistat setmanal de DVD musical, fent de les Girls' Generation el primer grup de K-Pop femení d'arribar al Top-5 del llistat de DVD de l'Oricon.
Les vendes del primer photobook del grup, «少女» (So Nyuh) es van estimar per 1.6 bilions de won abans del seu llançament.
Pel mig de les seves activitats al Japó, el grup també va participar en el SMTown Live '10 World Tour juntament amb els seus companys de la companyia el 21 d'agost al Seoul Jamsil Olympic Stadium. Van participar en la gira per Shanghai, Los Angeles, París i Tokyo.
El 25 d'agost, el grup va tenir la seva primera actuació al Tokyo Ariake Colliseum. Amb una xifra inicial de 10.000 fans convidats, es va notificar com el pla a gran escala per un artista coreà que debuta al Japó. Això no obstant, a causa del gran nombre d'assistència que s'esperava, l'administració del grup va anunciar que l'actuació es farà tres cops el mateix dia en comptes d'una sola vegada per tal d'acollir els 20.000 fans que s'esperaven. El grup va cantar 5 dels seus temes coreans a cadascuna de les actuacions i el nombre total d'assistència a les tres actuacions van ser almenys de 22.000. A aquesta actuació, el vídeoclip japonès de Genie es va mostrar públicament per primer cop, amb un avançament del mateix que s'havia llançat dies anteriors, el 20 d'agost.
El seu senzill japonès de debut «Genie» va debutar el lloc número 5 el mateix dia del seu llançament a les llistes diàries de l'Oricon, i més endavant va pujar a la segona posició de les llistes diàries, recopilant la 4a posició del grup a la llista setmanal de l'Oricon. El grup també va aconseguir el número 1 a les llistes de vídeoclips de l'iTunes japonès i també a les llistes diàries de vídeoclips i les llistes de les novetats en vídeo un dia després a Rekochoku. Amb comandes de 80.000 unitats, el senzill va vendre aproximadament unes 45.000 còpies a la seva primera setmana de després del seu llançament. El 20 d'octubre de 2010, el grup va llançar el seu segon senzill japonès, «Gee».
Una setmana després del llançament del seu senzill japonès, el grup va llançar el seu tercer mini-àlbum coreà Hoot el 27 d'octubre de 2010, amb cinc temes. El vídeoclip pel senzill principal, «Hoot», una cançó que originalment estava escrita en anglès com a «Bulletproof», es va llançar el 28 d'octubre. Les Girls' Generation van començar les seves activitats promocionals amb un «comeback» a KBS Music Bank el 29 d'octubre. «Hoot» ràpidament va escalar fins als primers llocs de les llistes i va rebre el número 1 nombrosos cops als programes musicals, demostrant un altre llançament satisfactori del grup. El grup simultàniament va promoure «Hoot» i Gee a Corea del Sud i al Japó respectivament, participant en programes musicals japonesos com FNS Music Festival, on van actuar amb els seus dos senzills japonesos, «Gee» i «Genie» el 4 de desembre.
El 22 de desembre de 2010, «Hoot» va ser recopilat amb temes addicionals d'àlbums anteriors i es va llançar al Japó. El llançament el va catapultar a la segona posició de les llistes Oricon i va vendre 21.000 còpies el primer dia, anant molt bé considerant que tots els temes inclosos eren sencerament en coreà.
El 9 de desembre de 2010, el grup va assistir al Golden Disk Awards, sent guardonades amb tres premis dels quals inclou el Disk Daesang (Àlbum de l'any) pel seu segon àlbum Oh!. El grup també va ser el primer grup femení en rebre el Disk Daesang (2010) i el Digital Daesang (2009). El 15 de desembre de 2010, el grup va assistir al Melon Music Awards guanyant el premi a Millor vestimenta, Cançó de moda pel seu últim senzill, «Hoot», com també el premi a Artista de l'any. Aquest seria el segon premi com 'Artista de l'any' consecutiu pel grup. Van encapçalar el llistat anual del Hanteo per Premi a millor cantant de 2010.
Han estat esmentades a la llista de l'Asia Today dels 50 grans líders coreans del 2011 amb el lloc 44, sent l'únic «idol group» de la llista. Les Girls' Generation van ser designades com «Artista de l'any» per Dosirak, Soribada, Korea Gallup, Hanteo i Sport Korea i també van guanyar la Millor cançó de l'any amb «Oh!» al Monkey 3.

### 2011:Mr. Taxi,Girls' GenerationiThe Boys
El vídeoclip per «Visual Dreams» es va llançar el 17 de gener, amb diverses campanyes promocionals que inclou nova música, vídeoclips en 2D i 3D, pàgines web, fotografies i anuncis a les botigues d'electrònica.
Per mitjans de gener, es va anunciar que el grup tornaria al mercat japonès amb el llançament de la seva versió de «Run Devil Run» com a senzill digital, amb data de llançament programada pel 25 de gener de 2011.
El 20 de gener, a la 20th Seoul Music Awards, el grup va rebre el premi a l'Artista de l'any, un premi Bonsang, un premi a la Popularitat i un premi Hallyu. Fent això, les Girls' Generation es van convertir en un dels quatre artistes de la història de la música coreana (els altres van ser Seo Taiji, Jo Sungmo i H.O.T.) en guanyar dues vegades consecutives el premi d'Artista de l'any al Seoul Music Awards. El grup també es va convertir en l'únic grup femení de la història en rebre els premis d'Artista de l'Any als Seoul Music Awards i Melon Music Awards per dos anys consecutius. També van rebre dos premis Daesang al Golden Disk Ceremony, un Digital Daesang (2009) i un Daesang per vendes físiques d'un àlbum (2010).
El 8 de març, SM Japan va actualitzar el seu web oficial amb la informació sobre el llançament del tercer senzill japonès de les Girls' Generation i el primer tour japonès. Estava previst que el 27 d'abril les Girls' Generation llancessin el seu tercer senzill japonès «MR. Taxi/ Run Devil Run», el qual inclou el seu primer tema original en japonès «MR. TAXI». i la reedició japonesa de la seva cançó «Run Devil Run». Una part dels ingressos del seu doble senzill japonès MR. TAXI / Run Devil Run serien donats a la Creu Roja japonesa per tal de proveir ajuda a les víctimes i afectats pel terratrèmol i tsunami del Japó del 2011. El 9 d'abril, es va llançar el vídeoclip musical de «Run Devil Run».
També es va anunciar que el grup s'embarcaria a un tour per tot el Japó titulat The 1st Japan Arena Tour que començaria a Osaka el 31 de maig. Un total de 14 concerts a 6 ciutats diferents es van realitzar en un període d'un mes i mig.
Als 2011 MTV Video Music Aid Japan (VMAJ), les Girls' Generation van ser nominades a tres guardons a les categories de «Millor vídeoclip en grup», «Millor vídeoclip de l'any» i «Millor cançó karaoke». Titulat originalment com MTV Video Music Awards Japan (VMAJ), el títol de l'esdeveniment es va modificar per centrar-se a les ajudes pel Japó, amb donacions que equivaldrien a la quantitat de vots pels artistes. Les Girls' Generation van cantar dos temes a l'esdeveniment, unint-se a una llista d'estrelles convidades com els artistes mundialment famosos com els Tokio Hotel, la Lady Gaga i les AKB48. El 2 de juliol, es va anunciar que elles estaven encapçalant en dues de les tres categories on estaven nominades, guanyant pel «Millor vídeoclip en grup» i la «Millor cançó karaoke» per la versió japonesa de «GENIE».
L'1 de juny de 2011, van llançar el primer àlbum original japonès Girls' Generation. Aquest àlbum conté 12 cançons incloent els senzills «GENIE», «Gee», «Run Devil Run», «MR. TAXI» i la versió japonesa de «Hoot».
Girls' Generation es va certificar com a disc de Platí (250.000) pel Recording Industry Association of Japan el 14 de juny de 2011, sent el cinquè àlbum d'un artista coreà en aconseguir-ho després dels S.E.S, la BoA, els TVXQ i les KARA. Girls' Generation després es va certificar com a doble disc de Platí (500.000) el 8 de juliol de 2011, el primer cop per un grup femení coreà.
El grup també va establir un rècord per «aconseguir les majors vendes del primer àlbum d'un artista estranger al Japó». El grup Girls' Generation és el quart artista en aconseguir la primera posició a la llista setmanal de vendes de discos després de la BoA, els TVXQ i els Big Bang," i es va convertir en el tercer artista coreà en superar la marca de 500.000 vendes després de la BoA i els TVXQ. Com a resultat de guanyar més fama, les Girls' Generation es van convertir en l'artista estranger que més ingressos va obtenir durant la primera meitat de 2011 al Japó. Girls' Generation va vendre fins a 629,436 còpies, essent l'àlbum més venut d'un grup coreà a la història de l'Oricon superant el rècord que prèviament ostentava els companys d'empresa TVXQ i va obtenir el cinquè lloc dels àlbums més venuts de 2011 al Japó segons l'Oricon.
Actualment, el grup ha estat enmig del seu segon tour per l'Àsia. Van realitzar els seus dos primers concerts a Seül el 23 i 24 de juliol, seguit dels concerts a Taipei, Taiwan, el 9, 10 i 11 de setembre fins a continuar a Singapur el 9 de desembre.
El 21 d'agost de 2011, el DVD del The 1st Asia Tour: Into The New World va arribar a la primera posició del llistat de la filial japonesa de «Tower Records», essent el DVD més venut durant el 15 al 21 d'agost.
SISA Press va designar a les Girls' Generation com a part de «Els artistes coreans amb més influència» de l'any 2011, després d'haver obtingut el 6è lloc a la classificació del 2010.
El 26 de setembre de 2011, es va llançar el primer avançament en vídeo del nou treball del grup on el protagonitzava Taeyeon que seria el «comeback» amb el seu tercer àlbum coreà The Boys, seguides de Sunny i Hyoyeon el 27 de setembre; Jessica, Sooyoung i Tiffany el 28 de setembre; i Yoona, Yuri i Seohyun el 29 de setembre. La primera imatge de l'avançament per «The Boys» es va llançar a la mitjanit de l'1 d'octubre de 2011 mitjançant el canal de YouTube de S.M. Entertainment.
Les Girls' Generation van planificar originalment de llançar mundialment el tercer àlbum The Boys mitjançant la plataforma iTunes i per diversos webs de música de l'Àsia el 5 d'octubre de 2011. Però el 30 de setembre, es va descobrir que el llançament de l'àlbum es va posposar per ajustar un llançament mundial, informant aviat de tots els detalls d'aquest un cop es confirmi. El 10 d'octubre, es va confirmar que l'àlbum es llançaria el 19 d'octubre de 2011 i el «comeback» seria el 21 d'octubre de 2011 a KBS Music Bank.

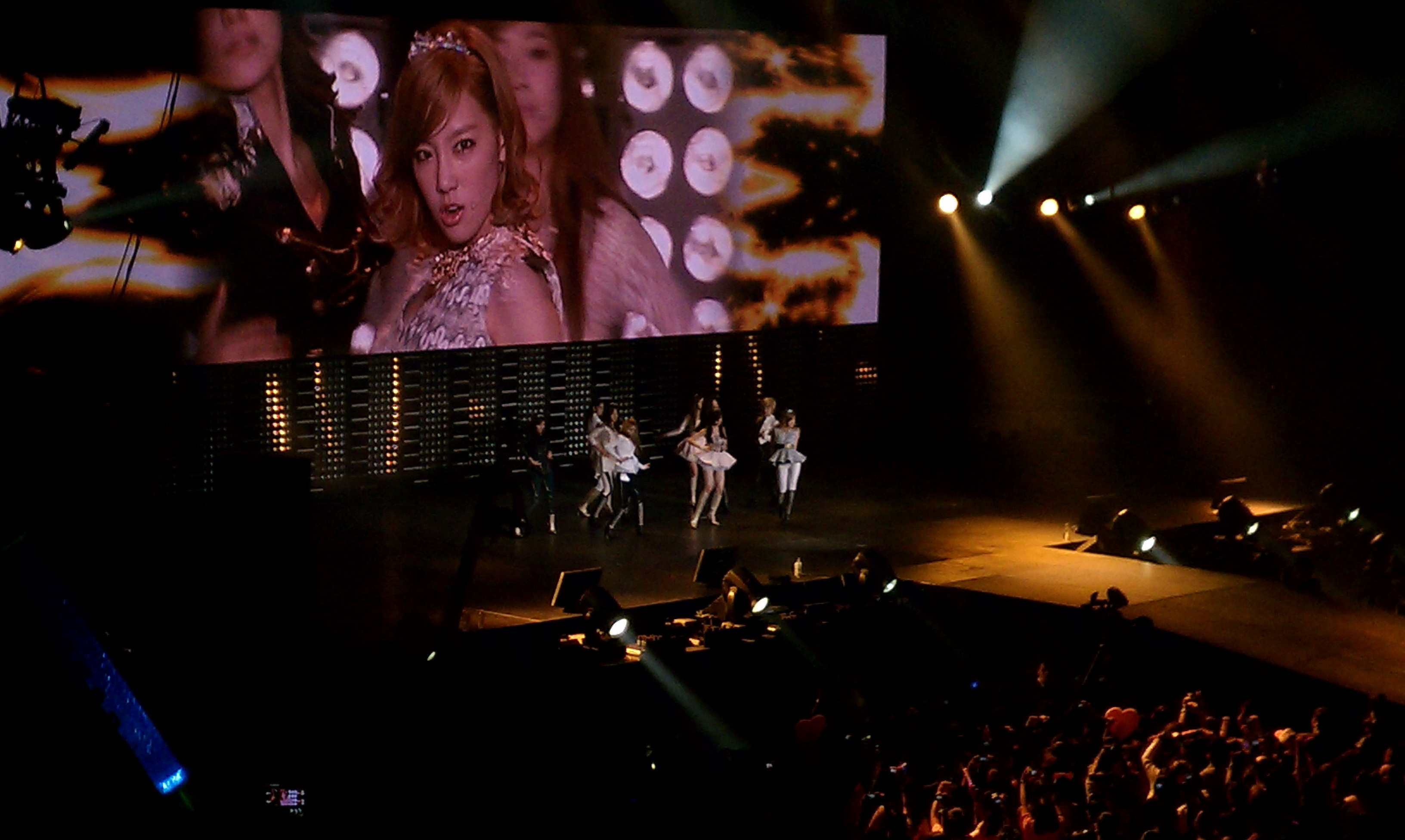
El grup actuant amb «The Boys» al SMTown Concert 2011 a Nova York, el 23 d'octubre de 2011.

Establint els seus objectius al mercat internacional, les Girls' Generation van signar un contracte amb Universal Music Group sota Interscope Records el 2011.
El tema que dona nom a l'àlbum, «The Boys», es va llançar en coreà i anglès. Va estar escrita, composta i editada per Teddy Riley, que va ser el productor de Michael Jackson.
Uns minuts després del llançament de «The Boys», les Girls' Generation va arrasar les llistes musicals online i off-line de Corea del Sud.
El 21 d'octubre de 2011, les Girls' Generation van començar a promocionar-ho a KBS Music Bank amb «The Boys» i «MR. Taxi». El 23 d'octubre de 2011, els membres van confirmar al SMTown Live '10 World Tour que el Maxi-Senzill de The Boys serà llançat internacionalment el 19 de novembre de 2011, encara que més tard es va canviar pel 8 de desembre de 2011.
A la setmana que seguia després de les actuacions de la seva tornada, les Girls' Generation van guanyar el seu primer premi pel número 1 per «The Boys» a M! Countdown el 27 d'octubre, el segon número 1 a KBS Music Bank el 28 d'octubre i el tercer a SBS Inkigayo el 30 d'octubre, arrasant als programes musicals amb «The Boys». També van rebre la «triple corona» a SBS's Inkigayo. En total, el grup va guanyar dotze cops en diversos programes musicals.
The Boys va vendre 227.994 àlbums en 12 dies i només a Corea del Sud, convertint-se en l'àlbum més venut d'octubre i el tercer àlbum més venut del 2011.
Es va anunciar que l'11 de novembre de 2011, les Girls' Generation llançarien el seu primer àlbum de fotografies oficial titulat «Holiday». El The 1st Japan Arena Tour de les Girls' Generation també es va posar a disposició en format Blu-ray i DVD el 14 de desembre de 2011.
El primer llibre de fotografies japonès de les Girls' Generation ‘Holiday‘ es va fer amb el primer lloc en les llistes de vendes de llibres sota la categoria de col·leccions fotogràfiques. Les fotografies eren una recopilació de les noies gaudint del seu temps lliure, i va vendre 17.000 còpies durant la seva primera setmana després de sortir a la venda el 30 de novembre. Als llistats generals de vendes de llibres, es va posicionar a la 18a posició.
El grup també va participar en l'àlbum de compilació 2011 Winter SMTown – The Warmest Gift juntament amb els artistes de la mateixa empresa cantant el tema «Diamond», que es va llançar el 13 de desembre de 2011.
A finals de desembre, The Boys va vendre fins a 385.348 còpies a Corea del Sud, convertint-se en l'àlbum més venut de 2011.

### 2012-actualitat: Projecció internacional i TaeTiSeo
El 12 de gener de 2012, el grup va assistir al «Golden Disk Awards» que es va celebrar a Osaka, el grup va acabar emportant-se a casa dos premis, el «Digital Bonsang» i el desitjat «Digital Daesang» que era el major guardó que es donava aquella nit. El 19 de gener, el grup també va estar al Seoul Music Awards i es van emportar 2 guardons, el premi «Bonsang» (com un dels millors grups de l'any) i el premi a la «Popularitat».
El 17 de gener de 2012, les Girls' Generation llancen als Estats Units el seu àlbum coreà amb el nom de «The Boys (Special Album)», que conté a més de les cançons del tercer àlbum, els temes inclosos al maxi-senzill. El 24 de gener es va posar a la venda «The Boys (Special Album)» a Catalunya i Espanya. En canvi, oficialment, el segell discogràfic Polydor, part del grup d'Universal Music, va llançar a França i en general a Europa el mateix àlbum, convertint-se en el primer àlbum editat de les Girls' Generation a territori europeu.
El 31 de gener, les Girls' Generation van trepitjar els Estats Units per actuar per primer cop al programa americà televisiu nocturn Late Show with David Letterman. Van realitzar una versió alternativa de la versió anglesa de «The Boys». L'endemà, l'1 de febrer, van participar en el programa matinal Live! with Kelly on també van fer una breu actuació. Les seves aparicions televisives van ser les primeres actuacions coreanes que han aparegut a cada programa respectivament.
El 8 febrer de 2012, les Girls' Generation van participar en el festival de K-Pop europeu que realitza KBS Music Bank sent la seva segona actuació a Europa. Van estar acompanyades de grups com SHINee, 2PM, BEAST, 4Minute, T-ARA, U-KISS i SISTAR. L'esdeveniment es va realitzar a París. Després del concert, el grup també va actuar al programa francès Le Grand Journal el 9 de febrer.
El 22 de febrer de 2012, el grup va endur-se'n dos guardons a la primera edició del Gaon Chart Awards, guanyant els premis pel «Millor Àlbum de l'any del 4t trimestre» i el «Cantant Hallyu de l'Oricon».
El 24 de febrer, es va llançar l'avançament del vídeoclip per «Time Machine». i el 3 de març de 2012, es va publicar el vídeoclip oficial.
Girls' Generation–TaeTiSeo, és el primer subgrup de les Girls' Generation, format per Taeyeon, Tiffany i Seohyun. Es va revelar públicament el 19 d'abril de 2012. El primer mini-àlbum, «Twinkle», serà llançat el 2 de maig. El 29 d'abril estarà a la venda mundialment mitjançant iTunes Store. El primer teaser que el protagonitza Taeyeon va sortir el 25 d'abril,Al setembre 30, 2014 SM Entertainment anuncia que Jessica ja no seguirà com a membre, ja que va ser traïda per l'empresa i les seves companyes de grup, abans de l'anunci oficial de SM, ella ho publico al seu compte de Weibo donant a entendre que va ser hechada per les seves «amigues». Agraïm la seva sortida del grup, ara la Sunny cara de chango i les Xarxa Velvet podran ser més rellevants, Hangeng, JYJ, Kris, Sulli i ara plàstic .. dic, Jessica.
añoseyo chingurs mochi mochi. els ha escrit la seva Deessa i segueixin resant perquè els miracles continuen.
ACGR ft. KRA
 així com el segon es va mostrar a Tiffany el 26 d'abril.

## Subgrups

### Girls' Generation-TTS
El 19 d'abril, SM Entertainment va anunciar oficialment la creació d'un subgrup de les Girls' Generation, Girls' Generation–TaeTiSeo, format per Taeyeon, Tiffany i Seohyun. El primer mini-àlbum del subgrup «Twinkle» té una data de llançament prevista pel 2 de maig de 2012. Segons SM Entertainment, «el subgrup de les Girls' Generation mostrarà els diversos talents de cada membre canviant els membres segons la música i el concepte de cada nou àlbum del subgrup. Aquest subgrup tindrà l'objectiu de captar l'atenció dels fans en tots els aspectes musicals, interpretatius i estils de moda."

## Membres
| Nom artístic | Nom artístic  | Nom de naixement | Nom de naixement           | Data de naixement |
| Romanitzat   | Hangul/Hanja  | Romanitzat       | Hangul/Hanja               | Data de naixement |
| ------------ | ------------- | ---------------- | -------------------------- | ----------------- |
| Taeyeon      | 태연/太妍     | Kim Taeyeon      | 김태연/金太妍              | 9 març 1989       |
| Sunny        | 써니/珊妮     | Lee Soon-kyu     | 이순규/李順圭              | 15 maig 1989      |
| Tiffany      | 티파니/蒂芙尼 | Stephanie Hwang  | 스테파니 황, 황미영/黃美英 | 1 agost 1989      |
| Hyoyeon      | 효연/孝淵     | Kim Hyo-yeon     | 김효연/金孝淵              | 22 setembre 1989  |
| Yuri         | 유리/侑莉     | Kwon Yu-ri       | 권유리/權俞利              | 5 desembre 1989   |
| Sooyoung     | 수영/秀英     | Choi Soo-young   | 최수영/崔秀英              | 10 febrer 1990    |
| Yoona        | 윤아/潤娥     | Im Yoo-na        | 임윤아/林潤娥              | 30 maig 1990      |
| Seohyun      | 서현/徐賢     | Seo Joo-hyun     | 서주현/徐珠玄              | 28 juny 1991      |

Fast Members:
Jessica Jung

## Discografia

### Discografia coreana
Àlbum
- 2007: Girls' Generation
- 2010: Oh!
- 2011: The Boys

Àlbum Repackage
- 2008: Baby Baby
- 2010: Run Devil Run

Mini àlbum
- 2009: Gee
- 2009: Tell Me Your Wish (Genie)
- 2010: Hoot

Senzills
- 2007: Into the New World

Senzills digitals
- 2007: Into the New World REMIX (다시 만난 세계 REMIX)
- 2008: Kissing You RHYTHMER REMIX VOL.1
- 2008: Oppa Nappa - Jessica, Tiffany, SeoHyun
- 2008: Mabinogi [It's Fantastic!] - Jessica, Tiffany, SeoHyun
- 2009: Gee
- 2009: Tell Me Your Wish. (Genie)
- 2010: Oh!
- 2010: Run Devil Run
- 2010: Hoot
- 2011: Visual Dreams
- 2011: The Boys (Korean Ver.)

Àlbum en viu
- 2010: The 1st Asia Tour Concert: Into the New World

### Discografia japonesa
Àlbum
- 2011: Girls' Generation ~JAPAN 1st ALBUM~

Àlbum Repackage
- 2011: The Boys

Senzills
- 2010: Genie
- 2010: Gee
- 2011: Mr. Taxi / Run Devil Run
- 2012: Time Machine

Senzills digitals
- 2011: Run Devil Run

### Discografia internacional
Àlbum
- 2012: The Boys «Special Album"

Senzills
- 2011: The Boys

### Tours
- The 1st Asia Tour: Into the New World (2009–2010)
- The 1st Japan Arena Tour (2011)
- The 2nd Asia Tour: Girls' Generation (2011–2012)

### Participacions a concerts
- SMTown Live '08 (2008–2009)
- SMTown Live '10 World Tour (2010–2011)

## Televisió

### Sèries de televisió (dorama)
- 2007: Kimcheed Radish Cubes (aparició) (Corea del Sud)
- 2007: Unstoppable Marriage (aparició) (Corea del Sud)
- 2011: Sazae-san 3 (aparició) (Japó)

### Reality shows
- 2007: Girls' Generation Goes to School
- 2007: MTV Girls' Generation
- 2008: Factory Girl
- 2009: Girls' Generation's Horror Movie Factory
- 2009: Himnae-ra-him!/Cheer Up!
- 2009: Girls' Generation's Hello Baby
- 2010: Right Now It's Girls' Generation
- 2011: Girls' Generation Star Life Theater
- 2011: Girls' Generation and The Dangerous Boys
- 2011: Girls' Generation's Christmas Fairy Tale

### Photobooks
- 2010: Girls' Generation 1st Photobook in Tokyo
- 2011: All About Girls Generation: Paradise in Phuket
- 2011: 1st Japan Official Photobook: Holiday

## Club de fans
- Color del club de fans oficial: Rosa pastís amb cor[101]
- Nom del club de fans oficial:  S♡NE (SONE), 소원 (Desig)